# Matthias P. Gibert
Matthias P. Gibert (* 1960 in Königstein im Taunus) ist ein französischer Autor deutschsprachiger Kriminalromane.

## Leben
Matthias P. Gibert wuchs im Taunus auf. Er absolvierte eine kaufmännische Ausbildung und baute anschließend ein Motorradgeschäft auf, aus dem er sich 1993 zurückzog, um Seminare in Betriebswirtschaftslehre zu leiten. Außerdem entwickelte er ein Konzept zur Depressionsvorbeugung.
2007 erschien sein Debütroman im Gmeiner-Verlag. Es folgten im ungefähren Halbjahresrhythmus neue Romane mit dem fiktiven Kommissar Paul Lenz, deren Handlung stets in und um Kassel angesiedelt ist. Die Romane zeichnen sich durch ihre aktuellen Themen und realistische Ortsbeschreibungen aus. Seit 2009 ist Matthias P. Gibert hauptberuflicher Autor.
Giberts erste fünf Krimis erreichten eine Auflage von über 40.000 Stück. Sein zehntes Buch Höllenqual war für den „Bloody Cover Award 2013“ nominiert.
Im September 2018 explodierte vor dem Haus des Schriftstellers ein Molotowcocktail. Da am Tatort Flugblätter mit dem Bild des türkischen Präsidenten Recep Tayyip Erdoğan und der türkischen Fahne gefunden wurden und Giberts kurz zuvor veröffentlichter Roman Tödlicher Befehl vom Mord des türkischen Geheimdienstes MIT an einem regierungskritischen Deutsch-Türken handelte, wurde Gibert unter Polizeischutz gestellt.
Matthias P. Gibert ist verheiratet und lebt in Kassel.

## Audio
- Anschlag auf Matthias Gibert „Wir leben unter Polizeischutz“, Matthias Gibert im Gespräch mit Karin Fischer, Deutschlandfunk 24. Oktober 2018, Audio-Version 1/2 Jahr online

## Bibliografie

### Reihe um den Kasseler Hauptkommissar Paul Lenz
1. Nervenflattern – Lenz’ erster Fall. Gmeiner-Verlag 2007, ISBN 978-3-89977-728-4
2. Kammerflimmern – Lenz’ zweiter Fall. Gmeiner-Verlag  2008, ISBN 978-3-89977-776-5
3. Zirkusluft – Lenz’ dritter Fall. Gmeiner-Verlag 2009, ISBN 978-3-89977-810-6
4. Eiszeit – Lenz’ vierter Fall. Gmeiner-Verlag  2009, ISBN 978-3-8392-1002-4
5. Bullenhitze – Lenz’ fünfter Fall. Gmeiner-Verlag 2010, ISBN 978-3-8392-1037-6
6. Schmuddelkinder – Lenz’ sechster Fall. Gmeiner-Verlag 2010, ISBN 978-3-8392-1084-0
7. Rechtsdruck – Lenz’ siebter Fall. Gmeiner-Verlag 2011, ISBN 978-3-8392-1130-4
8. Zeitbombe – Lenz’ achter Fall. Gmeiner-Verlag 2011, ISBN 978-3-8392-1202-8
9. Menschenopfer – Lenz’ neunter Fall. Gmeiner-Verlag 2012, ISBN 978-3-8392-1237-0
10. Höllenqual – Lenz’ zehnter Fall. Gmeiner-Verlag 2012, ISBN 978-3-8392-3937-7
11. Pechsträhne – Lenz’ elfter Fall. Gmeiner-Verlag 2013, ISBN 978-3-8392-1422-0
12. Bruchlandung: Lenz’ zwölfter Fall. Gmeiner-Verlag 2014, ISBN 978-3-8392-1523-4
13. Müllhalde: Lenz’ dreizehnter Fall. Gmeiner-Verlag 2014, ISBN 978-3-8392-1596-8
14. Halbgötter: Lenz’ vierzehnter Fall. Gmeiner-Verlag 2015, ISBN 978-3-8392-1737-5
15. Paketbombe: Lenz’ fünfzehnter Fall. GMEINER-Verlag 2016, ISBN 978-3-8392-1824-2
16. Unkrautkiller: Lenz’ sechzehnter Fall. GMEINER-Verlag 2016, ISBN 978-3-8392-1958-4

### Reihe um den Kasseler Hauptkommissar Thilo Hain
1. Tödliche Ferien: Thilo Hains erster Fall. GMEINER-Verlag 2017, ISBN 978-3-8392-2117-4
2. Tödlicher Befehl: Thilo Hains zweiter Fall. GMEINER-Verlag 2018, ISBN 978-3-8392-2346-8
3. Tödlicher Betrug: Thilo Hains dritter Fall. GMEINER-Verlag 2019, ISBN 978-3-8392-6102-6
4. Tödliche Hetze: Thilo Hains vierter Fall. GMEINER-Verlag 2020 ISBN 978-3-8392-6538-3